# Pedro Amalio López
Pedro Amalio López (Madrid, 10 de juliol de 1929- 25 de juny de 2007) va ser un realitzador de televisió espanyol.

## Biografia
Després d'estudiar peritatge mercantil i graduat social, es va convertir en crític cinematogràfic a diverses publicacions, labor que va exercir entre 1950 i 1955. Durant aquest temps, a més va treballar com a guionista a l'Escola Oficial de Cinema i als Estudios Moro.
El 1956 es va incorporar a la nounada Televisió espanyola com a realitzador i va participar en la primera emissió de la cadena el dia 28 d'octubre d'aquest any. Pioner de la televisió a Espanya, durant els següents anys va realitzar tota mena de programes, des d'informatius i magazins, com Aeropuerto Telefunken, comèdies com Escenas de la vida vulgar o concursos, como el primer emès per televisió a Espanya: Preguntas al espacio.
Però aviat s'especialitzaria en programes dramàtics, i va participar en títols com Silencio, vivimos (1962) i Fernández, punto y coma (1963), ambdues amb guions i interpretació d'Adolfo Marsillach, Tras la puerta cerrada (1963), Las doce caras de Juan (1967) amb guió de Jaime de Armiñán i interpretació d'Albert Closas. Era d'ideologia antifranquista i va conduir batalles amb la censura que va reeixir a vèncer en ocasions, com quan el 1965 amb Las Brujas de Salem d'Artur Miller. El 1969 va realitzar l'adaptació televisiva de la novel·la El comte de Montecristo (1969), La saga de los Rius (1976), els magazins Todo es posible en domingo (1974) i 300 millones (1977), dirigit per Gustavo Pérez Puig, així com diverses adaptacions als espais Primera Fila, Novela i Estudio 1, destacant dins d'aquest últim la posada en escena de Julio César (1965) i Macbeth (1966).
Al març de 1983, el nou director de la cadena, José María Calviño, prescindeix dels serveis de Pedro Amalio López, que troba acomodament a la Televisió de Galícia (TVG). No obstant això el 1986 Pilar Miró el recupera per a TVE en nomenar-lo director de producció de programes.
Als anys 90 va tornar a la realització, amb adaptacions de Calígula i El beso de la mujer araña (ambdues el 1996) i el 2000 realitza Carlota, de Miguel Mihura, en la nova etapa d'Estudio 1.

## Premis
- Premi Antena de Oro 1964.[7]
- Gran Premi al Festival de Berlín (1967) per al seu programa Un mundo sin luz.
- Menció especial al Festival de Televisió de Montecarlo (1969) per al seu programa Un nuevo rey Midas.
- Premis Ondas (1969) Nacionals de televisió: Millor director.[8]
- Premi de l'Acadèmia de Televisió (1999) a tota la seva carrera professional.